# 3 Pułk Strzelców Konnych (Cesarstwo Niemieckie)

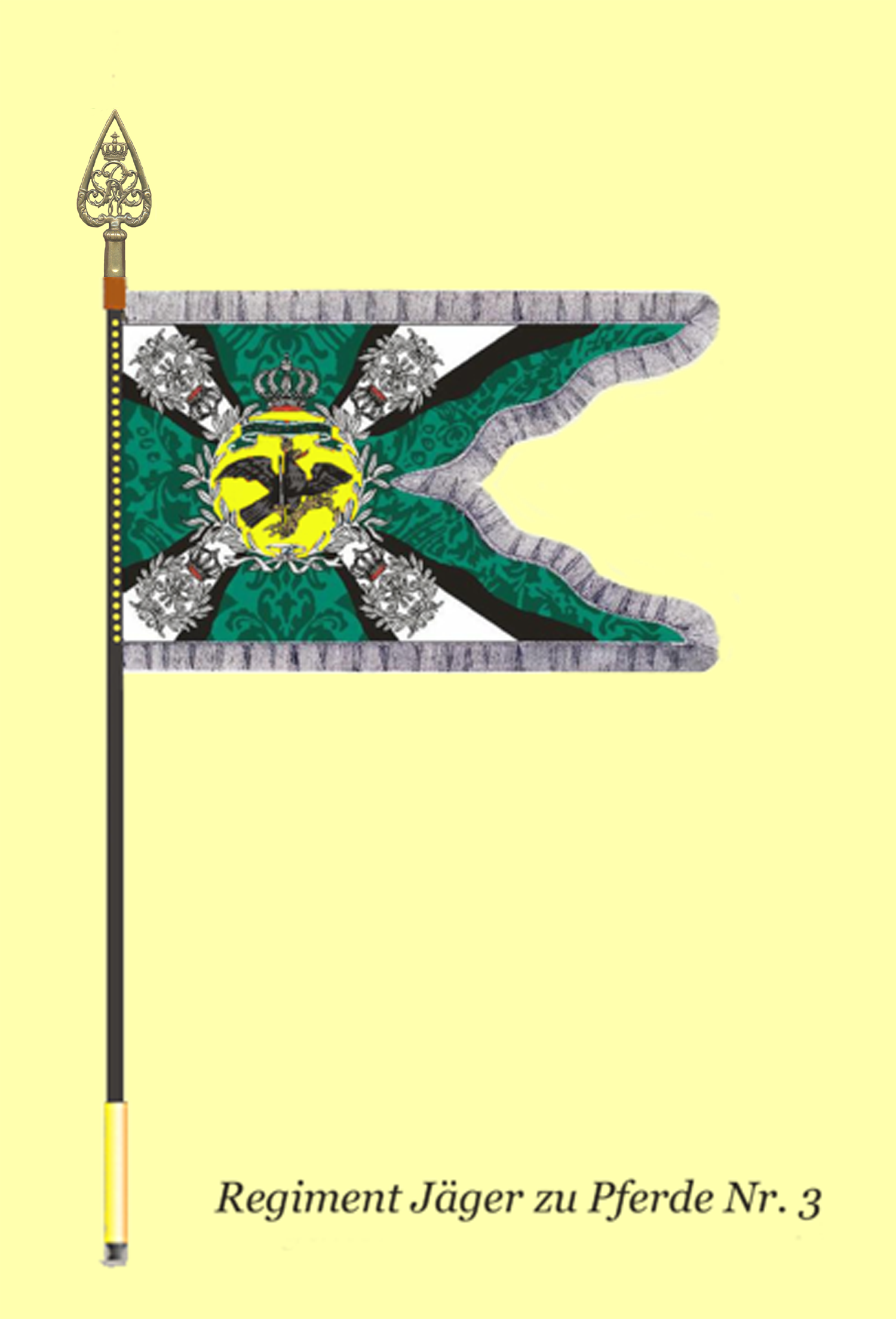
Sztandar pułku

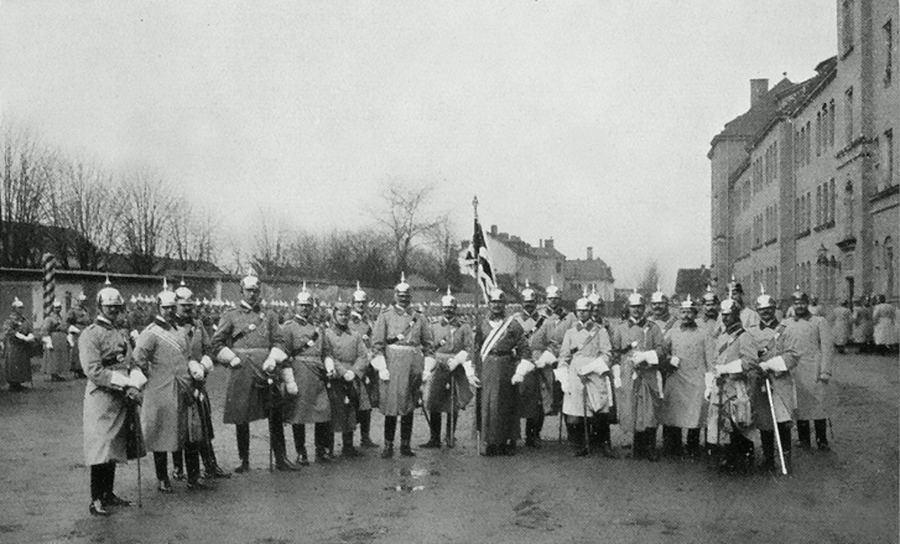

3 pułk strzelców konnych (niem. Jäger-Regiment zu Pferde Nr. 2) – pułk kawalerii niemieckiej okresu Cesarstwa Niemieckiego.

## Charakterystyka
Pułk  sformowany 1 października 1905. Stałym garnizonem tej jednostki była miejscowość Colmar. Oddział wchodził w skład XV Korpusu Armijnego .

 Wiosną 1914 był w strukturze 39 Brygady Kawalerii z 39 Dywizji Piechoty.
W wyniku mobilizacji, w sierpniu 1914 pułk osiągnął gotowość bojową i w składzie 30 Dywizji Piechoty z XV Korpusu Armijnego został wysłany na front zachodni.

## Podporządkowanie
- XV Korpus Armijny – Strasburg
  - 39 Dywizja Piechoty (39. Infanteriedivision) – Colmar
    - 39 Brygada Kawalerii (39. Kavalleriebrigade) – Colmar
      - 3 pułk strzelców konnych – Colmar